# Benthochromis melanoides
Benthochromis melanoides är en fiskart som först beskrevs av Poll, 1984.  Benthochromis melanoides ingår i släktet Benthochromis och familjen Cichlidae. IUCN kategoriserar arten globalt som livskraftig. Inga underarter finns listade.